# 로스카보스 국제공항

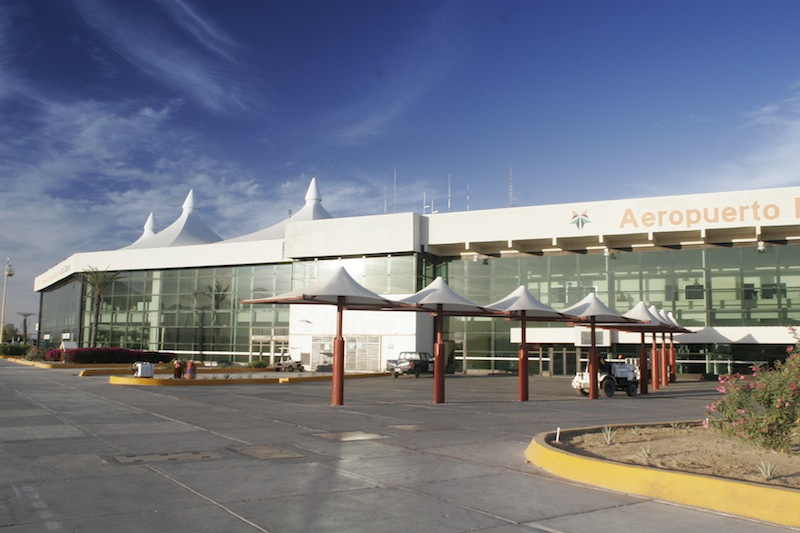

로스카보스 국제공항(Los Cabos International Airport, IATA: SJD, ICAO: MMSD)은 멕시코에서 6번째로 분주한 공항이자 라틴아메리카의 톱 30 중 하나에 속하는 공항이다. 멕시코 바하칼리포르니아수르주 로스카보스에 위치해 있다.
산호세델카보, 카보산루카스, 로스카보스 지역을 관할한다.

## 역사
2011년 9월부터 2012년 1월까지 이 공항은 중국 상하이의 항공편과 함께 아시아로의 임시로 직행 운행을 했다.
2019년 승객 수는 5,339,316명, 2020년은 3,064,200명으로 이 중 60%가 국제 도착지이다.

## 같이 보기
- ICAO 공항 코드 목록: M